# Virginia Christine

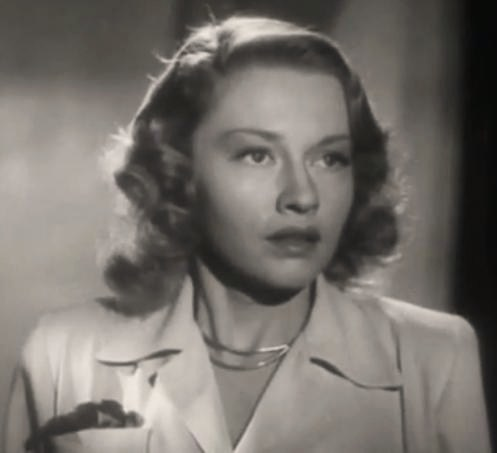
Virginia Christine, 1948.

Virginia Christine, född 5 mars 1920 i Stanton, Iowa, död 24 juli 1996 i Los Angeles, Kalifornien, var en amerikansk skådespelare. Hon var gift med skådespelaren Fritz Feld.

## Filmografi, urval
- 1946 – Hämnarna
- 1950 – Cyrano de Bergerac - värjans mästare
- 1952 – Sheriffen (ej krediterad)
- 1953 – I Jesse James spår
- 1954 – Polisnätet
- 1955 – Ej som en främling
- 1956 – Fasans natt
- 1956 – Världsrymden anfaller
- 1956 – En mördare går lös
- 1956 – Jag är inte spion
- 1961 – Dom i Nürnberg
- 1963 – Jagad av agenter
- 1967 – Gissa vem som kommer på middag